# 水晶幻想
『水晶幻想』（すいしょうげんそう）は、川端康成の短編小説。時間や空間を限定しない多元的な表現が駆使され、本格的な文学活動の始動以来、さまざまなモダニズム的な方法を試みてきた川端の最も挑戦的な実験作品である。ジェイムズ・ジョイスの『ユリシーズ』の「意識の流れ」の手法を取り入れた作品で、未完の状態で終ったものの、当時の西欧の新心理主義の影響をうけた日本文学の代表作とみなされている。
不妊の夫人の性をめぐる幻想のイメージの連鎖が、華麗に流動する語彙で表現されているこの実験作には、川端の芸術的・知的な技巧があふれていると同時に、生物の発生学の追及の果てにある「死」の概念への反転に、川端独自の特質が垣間見られる作品となっている。
なお、「水晶幻想」というタイトルは、作中の連想部中の〈東方の予言者。水晶の玉のなかに小さな模型のやうに過去と未来との姿が浮かび上つた、活動写真の画面、水晶幻想〉から来たものである。

## 発表経過
1931年（昭和6年）の『改造』1月号（第13巻第1号）に「水晶幻想」が掲載され、同誌7月号（第13巻第7号）に続篇として「鏡」が掲載された。作品は完成したものでなく、2回の分載で放棄された未完作である。初出時には、所々に伏字があったが、その後にその周辺で若干の改稿がなされた。
単行本は1934年（昭和6年）4月19日に改造社より刊行され、同書には他に「禽獣」など、ほか10篇の短編が収録された。

## あらすじ
夫人が見ている三面鏡の左の袖鏡には、家の庭にある温室風のガラス屋根が写っている。その温室は、夫が動物の生殖実験をするための建物である。夫に買ってもらった三面鏡が届いたすぐその日に、夫人はその鏡に写る景色を見つけ、そのことを夫と会話しながら、鏡の中の青空や、あまたの生物たちの生殖のこと、人間の精子の泳ぐ速度、海の底に降りそそぐウウズ球形虫の死骸の雨など、様々なとりとめのない連想を繰り広げたり、新婚初夜に誤って夫の眼鏡を踏んでしまったことや、産婦人科医だった父の診察室にあった金属器具やピペットなどを思い出したりする。
川の泥に日が照つて、蛙が作られる、なぞと、昔の人は思つてゐたつて。雪。蠟。火。腐つた土。ギリシヤのアリストテレスはもうちやんと処女生殖つてものを知つてゐたのだわ。蜜蜂の雄は受精しない卵から産れるつて。ナプシヤル・フライト。ナプシヤル・セレモニイ――華燭の典。ナプシヤル・ソング――洞房詩。ナプシヤル・ベッド。彼女の素足が踏みつぶした、夫の近眼鏡。ナプシヤル・ベッド――新枕。ナプシヤル・フライト――求婚飛翔。天女の羽衣。天使の純潔。
夫人は、血統書付の新しい高価な犬のワイアを飼って、「プレイ・ボオイ」と名付けていた。前にいた小型の雄のジャッパン・テリアは夫人に忠実で、夫にはなつかず嫉妬を示していたが、やがてフィラリア症で死んだ。プレイ・ボオイは犬屋の提案で、交尾料で元が取れるよう、牝犬との交配をしていた。
クリスマス間近、プレイ・ボオイの初めての交配の日、牝犬（日本犬）を連れた若いお嬢さん（令嬢）がやってくる。その男の子のように美しい令嬢と応接室で会話しながら、夫人は様々な内心の連想を繰り広げる。夫人が手をゆるめたため、プレイ・ボオイは牝犬に飛びかかり、首輪の鈴をけたたましく鳴らしながらその場で交尾を始めた。
微妙な雰囲気の中、夫人は純潔そうな令嬢と対峙しながら、古里で一緒に泳いだ美少年や女学校の頃の美しい下級生、教会の礼拝堂や聖歌隊、父の診察室の出来事やそれを手伝っていた母のこと、父の病院に来た未婚の患者やその付添人のことを思い出したり、薔薇や人造人間について連想したり、夫が研究している発生学の話を令嬢にしたりする。
交尾料を令嬢が夫人に渡すときに、伺いたいと言っていた自分の兄の名刺を渡した。令嬢が帰っていく玄関で、夫人は、令嬢と明日か明後日また会う約束をした。客人が帰ると夫人は三面鏡の前に座り、夫が帰宅する夜更けまでずっと鏡に向っていた。帰宅した夫と鏡越しで、化粧鏡の中の人生と顕微鏡の中の人生のどちらが寂しいかを訊いた。
寝室で帯を解きはじめた夫人は、足下に落ちた交尾料と男名前の名刺を夫に示し、あたかも自分が浮気したかのような妄想をしながら夫の嫉妬を期待した。しかし、その人の妹がプレイ・ボオイの交配に来たことをすぐに話し、「あなたの恋人だったらと思ったわ」と言った。夫が夫人に、「お前ももう一度よく医者にみてもらって来てくれないかね」と言うと、夫人は化石のように青ざめた後、人造人間の話を始める。
2人が人造人間やアメーバをめぐる会話をしている間も、夫人は生物の生殖の連想を繰り広げ、釈迦の説く輪廻転生に対する夫の独自の見解に安心する。夫の手から匂うものから、その日に夫が作ったプレパラートの研究材料を想像し、研究室で倒れて死体になった夫を連想しながら夫人は訊ねた。「人間？ やっぱり死刑囚だったの？」

## 登場人物・動物
夫人
不妊状態にある。以前診てもらった病院で若い医師から、不妊は夫の方に原因があると言われたことがある。犬を飼っていることで、他人から「お宅にはお子さんがないから」と言われるのを嫌悪している。夫から受けた人工授精の実験で、動物の精子を注入されたかもしれないという疑念をもっている。もしも３年以内に子供ができなければ、妾を持っていいと夫に告げてある。古里は海港町にはカトリック教会があり、父親は産婦人科医師だった。
夫
発生学の研究者。発生学の本を1冊出版したことがある。大学には発生学の研究室がないため、病理学研究室や解剖学研究室の片隅を借りて研究をし、そこで過ごす夜も多い。家の庭の温室風の実験室で動物の人工生殖の実験をしている。野犬屠殺場から実験用の犬を手に入れることもある。自分たち夫婦に子供ができないため、夫人に人工授精をしたこともある。前に飼っていた小型のジャッパン・テリアは、夫が野犬屠殺場から拾ってきたものだった。
令嬢
夫人宅を訪問してきた令嬢。男の子のような顔をした貴族的なお嬢さん。夫人の飼い犬のプレイ・ボオイの初めての交配の日に、1歳3か月の牝犬を連れてくる。いい趣味の衣裳を着ていたが、南部草履でなく平表草履を履いていた。
犬屋
近所の犬屋。夫人が高価なワイアー・フォックス・テリアを買う時に神戸まで一緒に同行した。夫人に、その雄犬の交尾料で収入が得られるよう契約している。交配日には仲介者の犬屋も立ち会いのために付添いに来て仲介料を貰う。下品な顔。
プレイ・ボオイ（ワイアー・フォックス・テリア）
夫人の飼っている犬。雄犬。血統書付。元はイギリスの船員が横浜に持ってきた犬。夫人の化粧（プレイ・ボオイの散髪）の仕方で、自分の交配の日が分かる。牝犬を見るとすぐに発情する。

## 執筆背景
※川端康成の作品や随筆内からの文章の引用は〈　〉にしています（論者や評者の論文からの引用部との区別のため）。

### 動物の飼育
1929年（昭和4年）9月、それまで住んでいた荏原郡馬込町小宿389の臼田坂近辺（現・南馬込3丁目33）から、浅草公園近くの下谷区上野桜木町44番地（現・台東区上野桜木2丁目20）への転居し、その後まもなく同区の上野桜木町36番地に移った川端康成だったが、この頃から何種類もの小鳥や犬を多く飼い始めていた。
当時は中産階級の間で、犬や猫などを飼う動物飼育ブームになっていて、谷崎潤一郎なども犬猫をたくさん飼育していた。川端も飼い犬を次々と交配させて増やし、他の人にあげたり、また逆に貰ったりしていたという。
この当時の川端の随筆には飼っている犬に関する文章が散見され、作中で出てくる前に飼っていた犬の挿話（枕の上に糞をした）などと同様の随筆「わが犬の記」は、川端が最初に飼った〈黒牡丹〉という名を付けた犬のことである。飼育動物との生活は、のちの1933年（昭和8年）7月に『改造』に掲載された短編小説「禽獣」にも生かされている。
また、上野桜木町に引っ越す前の1928年（昭和3年）夏に、妊娠5、6か月だった妻の川端秀子が風呂の帰りに高下駄で歩いていて臼田坂で転倒して流産してしまう出来事もあった（その前年にも5、6か月の子を病院で死産している）。川端夫婦は子供を望みながらも、子宝に恵まれなかった。

### 新心理主義
新感覚派の『文藝時代』の廃刊後、川端康成と横光利一は堀辰雄の『文學』（1929年10月創刊）の同人となっていた。『文學』は『詩と詩論』などとともにヴァレリー、ジイド、ジョイス、プルーストなどのフランスの新心理主義を紹介し、新しい小説作法を学んでいた。
1930年（昭和5年）9月、雑誌『改造』に横光の「機械」が発表され、文壇に大きな反響を巻き起こした。この作品は、プルーストの『失われた時を求めて』の第一篇「スワン家の方」の翻訳（前年10月から雑誌『文學』に連載）の影響下、その技法を取り入れたものとみられ、堀も同年にフランスの心理小説から影響を受けた「聖家族」を『改造』11月号に発表していた。
当時の川端は、横光の「機械」に刺激を受けたとみられ、新心理主義の流行の波から自身も新技法の開拓を目指すべく知的好奇心をくすぐられていたであろうことが指摘されている。それより少し前から連載していた川端の「浅草紅団」で浅草ブームは起きたが、〈ほんのはしがきであつて、まだ本題にも入つてゐない〉とし、今一つ自身の作風の集成にできなかった様子も看取され、当時の川端も、横光らのように文体模索の試みとして新たな西欧の手法に活路を見出そうとしたものとみられる。
当時、川端は伊藤整とも交流していたが、伊藤は、永松定・辻野久憲との共訳で、1930年（昭和5年）9月から翌1931年（昭和6年）6月にかけて4回、雑誌『詩・現実』にジョイスの『ユリシーズ』を翻訳掲載していた。
それを読んだ川端は、その「意識の流れ」の内的独白 (interior monologue) の手法を少し応用して取り入れ、同時にフロイト的な精神分析も導入した「針と硝子と霧」を1930年（昭和5年）11月に雑誌『文學時代』に発表する。「意識の流れ」とは、「人間の精神の中に絶え間なく移ろっていく主観的な思考や感覚を、特に注釈を付けることなく記述していく文学上の手法」という文学表現の一手法である。
「針と硝子と霧」は、子の死産や夫の不倫により発狂していく女性の内的叙述を描いたが、作品としての出来栄えはあまり芳しくなく、川端はその新しい手法を続けるかどうか迷った面もあったが続けることになった。そして、翌年の「水晶幻想」と続篇「鏡」は、「意識の流れ」の手法を本格的に〈真似〉したものであった。
「水晶幻想」「鏡」は「針と硝子と霧」よりも連想が豊かで、性的な言葉も多く散見される。「針と硝子と霧」や「水晶幻想」「鏡」は、伊藤整のジョイス風な小説と同様、主人公の内的独白の部分は括弧で括っている。また、「水晶幻想」「鏡」にみられる長いパラグラフなどには、川端が直接受けたか、あるいは横光の「機械」を通じて受けたかのプルーストの文体の影響も看取できる。
しかしその後の川端の作品では、こうした実験性の強い技法を駆使することはなくなった。川端は後年の1953年（昭和28年）に昭和初期の頃を振り返り、〈ジョイスなども、一時原書を買つて来て、原文と比較してみたり、ちよつと真似してみたやうなことがあるが、結局大して影響はなかつた〉と回想している。
その一方で、川端は作品発表から7年後の1938年（昭和13年）の選集の「あとがき」においては、〈今後も長篇などで、この手法を生かしてみるつもりである〉とも語っていた。

### 発生学に対する関心
当時の大正から昭和時代にかけ、新しい不妊治療法として「人工妊娠」が認知され始め、科学によって妊娠・出産をコントロールするという考えが広まりつつあった。それ以前には「人工妊娠」の技術は家畜の品種改良として始められていた。
1922年（大正11年）にアメリカの産児調節運動家マーガレット・サンガーが来日し、その流れで1927年（昭和2年）に「人口食糧問題調査会」が設立され、優性遺伝による人口統制などが目論まれたこともあり、そうした産児制限論はアメリカニズムだという批判もなされた。
この「人工妊娠」技術に対する話題に川端も関心を示し、「のんきな空想」という随筆を書いているが、川端にとっては、〈人工妊娠術〉の行く先にある、科学が妊娠・出産を自在にコントロールすることを〈製造〉と捉えているのが看取される。
また、『水晶幻想』の中で叙述される「発生学」に関する言説は、1930年（昭和5年）5月に至文堂から出版された大島廣の『発生学汎論』に拠っていることが指摘されている。

## 作品評価・研究
※川端康成の作品や随筆内からの文章の引用は〈　〉にしています（論者や評者の論文からの引用部との区別のため）。
『水晶幻想』は、ジェイムズ・ジョイスの『ユリシーズ』の「意識の流れ」や精神分析学のフロイトの自由連想法などを取り入れたものとして、川端作品の中では最も実験的な作品として位置づけられている。また、『水晶幻想』は、ジョイスなどの影響下に創作された当時の日本の新心理主義文学作品の中では代表作とみなされており、ほかの新心理主義文学の代表的な作品としては横光利一の『機械』、堀辰雄の『聖家族』、室生犀星の『あにいもうと』などがある。
川端の『水晶幻想』におけるジョイスの影響は技法的なものに留まり、その作品の根本的な精神性には川端特有の資質などがみられ、両者の作風の違いも様々に指摘されている。ジョイスの影響や比較研究論は多くみられるが、総じて概念的なものとなっている。
横光利一の『機械』との関連性や、聖書との関係、連歌などの古典との関連などの方向からの研究もなされており、文体における詩的な韻律に七五の和讃（賽河原の和讃）や、催馬楽の「貫河」の一首、聖書の音調などが自然に盛り込まれていることも指摘されている。また、川端の後年の超現実的な小説への発展の観点からの考察もみられ、その他、2010年代の論では、人工妊娠や人造人間の可能性に対する川端の倫理的な懸念を読み取る考察もなされている。

### ジョイスとの比較・川端独自の作風
磯貝英夫は、ジョイスと川端の作風を比較し、ジョイスの『ユリシーズ』にみられる「混沌・猥雑といったかたちで奔騰するエネルギー」と「濃密な現実感、放胆なパロディのうらがわにある強烈な批評精神」などは、『水晶幻想』とは異質なものであるとし、『ユリシーズ』のダイナミックで現実的な印象は、「不定形な、流動する意識と現実」とが同時表現されるところからもたらされ、流動しているのは意識だけではなく現実も流動しているのに対して、『水晶幻想』では「外の世界は、動かぬ形を持ち、静止」し、その動かない世界の「間隙に意識が流れ出る」と分析している。
そして、外界と交流しないその意識は、現実と離れ「連想・回想・夢想」のなかを漂うだけで、「閉ざされた心理の内部のただよう幻想」と「動かない外部世界」とが交互に立ち現れるのが、『水晶幻想』の方法と構造だと磯貝は分析しながら、この作品がもっぱら「抒情歌の韻律」を感じされる理由もそこに由来するとして、ジョイスと異なるそうした「方法の変質」が起る元には、川端が新感覚派の傾向を論じた「新進作家の新傾向解説」（1925年）での〈主客一如主義〉や〈多元的な万有霊魂説〉という「主観の解放」的な念願があり、その奥には〈連想の流れに従ひがちな私の作風〉や〈偽りの愛に遊んで死にゆくもの〉といった川端の資質と深く関わりがあると考察している。
また、作品の内面的なものについては、2年後の『禽獣』で見せた人間も禽獣も一続きにみる川端の冷徹な人間認識がすでに『水晶幻想』にも垣間見られるとして、「生殖という根源の場所において、人間の生命をも動物の生命をも一つに透視しようとする思念と、それへの抵抗感」とが、『水晶幻想』において「複雑な歌」を作っていると磯貝は評している。
岩田光子も、ジョイスの『ユリシーズ』での「意識の流れ」が外界との連鎖で流動し、その意識が現実の外界と密接に関わっている「意識と外界との混融」であるのに対し、川端の『水晶幻想』では、括弧内で括られている意識が外界と明確に区別されていると分析している。また岩田は「意識の流れ」内の出てくる〈青空を銀色のつぶてのやうに落ちる小鳥〉〈生みを失はれゆく銀色の矢のやうに走る帆船〉〈湖水を銀針のやうに泳ぐ魚〉などは、「精子」の象徴だと指摘している。
中村三春は、『水晶幻想』の文体では「むしろ異なる性質のディスクールが相互に対立し、齟齬や矛盾を来すことによって、多面的な印象を読者に与えるようなスタイルを実現している」とし、夫人の「意識の流れ」（内的独白）と、語り手の叙述、人物同士の会話部の3種類の文体の交替を分析しながら、夫人の内的独白内にも語り手の介在が加わっている点や、夫人と夫の対照・対立などを指摘している。
また中村は、〈水晶〉と〈鏡〉とが〈活動写真〉〈感光板〉などの擬似的表象を仲介しつつ連想されている点から、「鏡＝水晶の幻想とは、回想と予言によって時間の秩序を攪乱するメカニズムであり、それは内的独白を頻用することによって物語の時間秩序を攪乱するこのテクストのスタイルとも通底している」として、夫人の内的独白内では、女性の生殖・再生産のサイクル（処女・処女喪失・妊娠・出産）やライフ・サイクル（幼児・少女・妻・母）の時間系列が示唆され、不妊によって夫人のサイクルは形成されず、そのために「生を凝縮するはずの鏡」が〈海の底へ落ちる白い死骸の雨〉〈死の本能の音〉を連想させ〈私は可哀想な鏡になつてしまふのかしら〉と言わしめていることを解説しつつ、〈かしら〉と断定はしていない点や、その死のイメージ以後にも様々に錯綜する連想が持続していることから、死（タナトス）ではない生（エロス）の方向性や、『水晶幻想』が内包しているポリセクシュアリティ（多形性愛）的な開示性を考察している。
ドナルド・キーンは、新心理主義の手法を駆使した『水晶幻想』の趣は、川端の代表的な作品とは異なるものであるが、そこで表現されている心象や用語などには他の作品で使用されている用語などと一致するもの散見されるとして、〈先生を微笑ませた少年は、ほんたうにいい子だわ〉という文に『伊豆の踊子』の〈ほんとにいい人ね〉が想起され、〈東京にも虹が出るかしら？ この鏡の中にも？〉という文に『雪国』での汽車の窓硝子や鏡と共通する感覚を看取しつつ、『水晶幻想』でも重要な役割を果たしている〈鏡〉について指摘している。
高橋英夫は、『水晶幻想』における「華麗な言語駆使力、知覚や印象の無窮動的な明滅」といった特性を指摘しながら、この作品で川端が「芸術的・知的テクニシャンとしての資質」を思う存分展開してみせていると評価している。
羽鳥徹哉は、『水晶幻想』の複雑な内面描写には、モダンなものが内包する「不安と悲哀」が映し出されているとし、その「意識の流れ」の描写には、ちょうど発表同年に川端が知り合った古賀春江のシュールレアリスムの絵画と通じるものがあると考察している。そして古賀の作風はシュールレアリスムながらも、その底に「仏教的で東洋風な詩情」が深く流れ、川端がそこに惹きつけられていたことを解説している。

### 構成の瑕瑾・後年の作品への関連
『水晶幻想』は、〈二回に分載して尚未完〉、〈実は未完であつて、構想の半ばで切れてゐる。しかし、今となつて稿をつぐことは不可能だし、またこれだけでもう行手も見えてゐるから、一先づ纏まつたものとしておきたい〉という川端康成の弁にあるように未完で放棄された作品であるが、構成の不均衡の瑕瑾の問題としては、小説上の現在が置き去りにされて破綻を生んでいるとの指摘もなされている。
作品内の時間を「一日」のものとみる読み方が一般的になされる傾向があるが、原善が指摘するように、作品内の時間構成を仔細に読んで整理すると、回想部の過去の時間を除けば、「語り手の施した外枠の時間」は「三日」（三面鏡購入の日、飼い犬の初交配の日、冒頭の一日）という3つの時間で構成されていることがわかる。しかし、夫人が男名前の名刺を夫に示したり、夫の死体を空想したりする日である「飼い犬の初交配の日」の夜の暗示的な終り方が、その日よりも時系列的には後である「冒頭の一日」の平穏な日常性によって、作品の最後の暗示性の意味がなくなっていることに気づかされる。
途中放棄され未完となった『水晶幻想』の後発には、この作品のような大胆な実験的技法を駆使した作品はみられなくなり、その後の心霊的な輪廻転生を語る抒情的な作品『抒情歌』を経て、虚無の意識を明確に示し川端の後期作品への一つの転換となった傑作『禽獣』に引き継がれていくことになるが、『水晶幻想』での技法の試みは、後年に書かれた長編『みづうみ』（1954年）の中にみられる類似の手法で再び展開され、実験手法の中で露わになる「不妊」の問題という川端の諸作品に通底する主題も指摘されている。
原善は、『みづうみ』における主人公・銀平の幻想・妄想などによって叙述される特徴的な「幻視の文体」によって、この長編が成功していると見て、『水晶幻想』において括弧の中で書かれている夫人の意識の流れる様が、『みづうみ』の銀平の幻覚の心象風景の叙述法と同列にあって『みづうみ』では「幻視者の独白」が効果的に地の文と融け合い、その幻覚や回想を促していることを分析しながら、『水晶幻想』における「意識の流れ」の実験方法の延長・発展・洗練されたものが『みづうみ』だと考察している。
ドナルド・キーンは、『水晶幻想』での「意識の流れ」の使い方は、他の日本の作家の中では巧みであるとしつつも、川端の作品の中では代表作ではなく、そのモダニズム的な継承はずっと後になってから別の形をとって表れると解説し、シュールレアリスム的な『片腕』（1963年）に言及し、この『片腕』は初期の川端の実験への回帰だとしている。
板垣信も、シュールレアリスム的な『みづうみ』の手法の元に『水晶幻想』があることに言及しつつ、この系統は『眠れる美女』（1960年）にも繋がっていると考察し、羽鳥徹哉も、『水晶幻想』の技法的影響が、後年の『反橋』『みづうみ』『山の音』『眠れる美女』に連なっていることを指摘している。

## おもな刊行本

### 単行本
- 『水晶幻想』（改造社、1934年4月19日）
  - B6判。厚紙装カバー。
  - 収録作品：「禽獣」「騎士の死」「それを見た人達」「椿」「慰霊歌」「女を売る女」「夢の姉」「父母への手紙」「結婚の技巧」「寝顔」「水晶幻想」
- 文庫版『水晶幻想／禽獣』（講談社文芸文庫、1992年4月3日）
  - 装幀：菊地信義。解説：高橋英夫
  - 収録作品：「青い海黒い海」「春景色」「死者の書」「水晶幻想」「抒情歌」「それを見た人達」「禽獣」「散りぬるを」

### 選集・全集収録
- 『川端康成選集第4巻 水晶幻想』（改造社、1938年6月19日） - 全9巻本選集
  - 装幀：芹沢銈介（愛蔵版）、林芙美子（並製版）。付録：川端康成「第4巻あとがき」
  - 収録作品：「禽獣」「抒情歌」「死体紹介人」「女学生」「むすめごころ」「イタリアの歌」「散りぬるを」「水仙」「落葉」「花のある写真」「水晶幻想」
- 『川端康成全集第3巻 浅草紅團』（新潮社、1948年10月31日） - 全16巻本全集
  - 装幀・題簽：安田靫彦。四六判。厚紙装カバー附。口絵写真1枚。付録：川端康成「あとがき」
  - 収録作品：「浅草紅団」「浅草日記」「詩と散文」「美しき墓」「或る詩風と画風」「針と硝子と霧」「花のある写真」「祖母」「霧の造花」「水晶幻想」
- 『川端康成選集第1巻 伊豆の踊子』（新潮社、1956年4月20日） - 全10巻本選集
  - 装幀・題簽：町春草。小形B6判判函入。口絵写真1枚。
  - 収録作品：「伊豆の踊子」「春景色」「温泉宿」「水晶幻想」「浅草紅団」
- 『川端康成全集第2巻 浅草紅團』（新潮社、1960年11月15日） - 全12巻本全集
  - 菊判函入。口絵写真2葉：著者小影、宗及井戸
  - 収録作品：「浅草紅団」「針と硝子と霧」「祖母」「水晶幻想」「浅草日記」「騎士の死」「落葉」「父母への手紙」「抒情歌」「南方の火」
- 『川端康成全集第2巻 浅草紅團』（新潮社、1970年2月25日） - 全19巻本全集
  - カバー題字：松井如流。菊判変形。函入。口絵写真2葉：著者小影、縄文土偶
  - 収録作品：「浅草紅団」「針と硝子と霧」「祖母」「水晶幻想」「浅草日記」「騎士の死」「落葉」「父母への手紙」「抒情歌」「南方の火」
- 『川端康成全集第3巻 小説3』（新潮社、1980年7月20日） - 全35巻本・補巻2全集
  - カバー題字：東山魁夷。四六判。函入。
  - 収録作品：「保護色の希望」「詩と散文」「死者の書」「女を殺す女」「美しき墓」「花嫁姿」「或る詩風と画風」「温泉宿」「花ある写真」「真夏の盛装」「死体紹介人」「針と硝子と霧」「霧の造花」「女を売る女」「水晶幻想」「騎士の死」「水仙」「結婚の技巧」「落葉」「旅の者」「抒情歌」「結婚の眼」「それを見た人達」「慰霊歌」